# Иордан Неморарий
Иорда́н Немора́рий (лат. Jordanus Nemorarius или лат. Jordanus de Nemore) — математик и механик XIII века.

## Биография

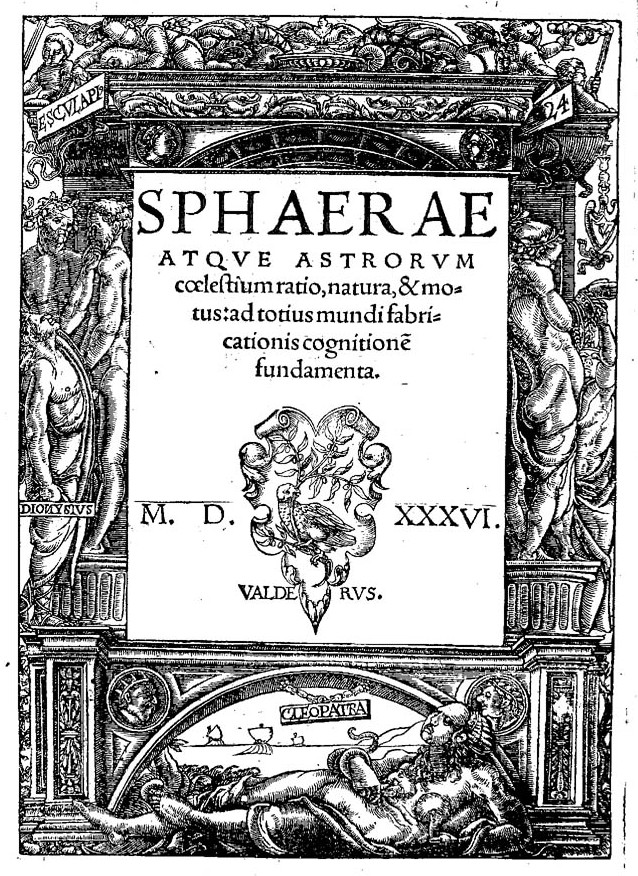
Sphaerae atque astrorum coelestium ratio, natura, et motus, 1536

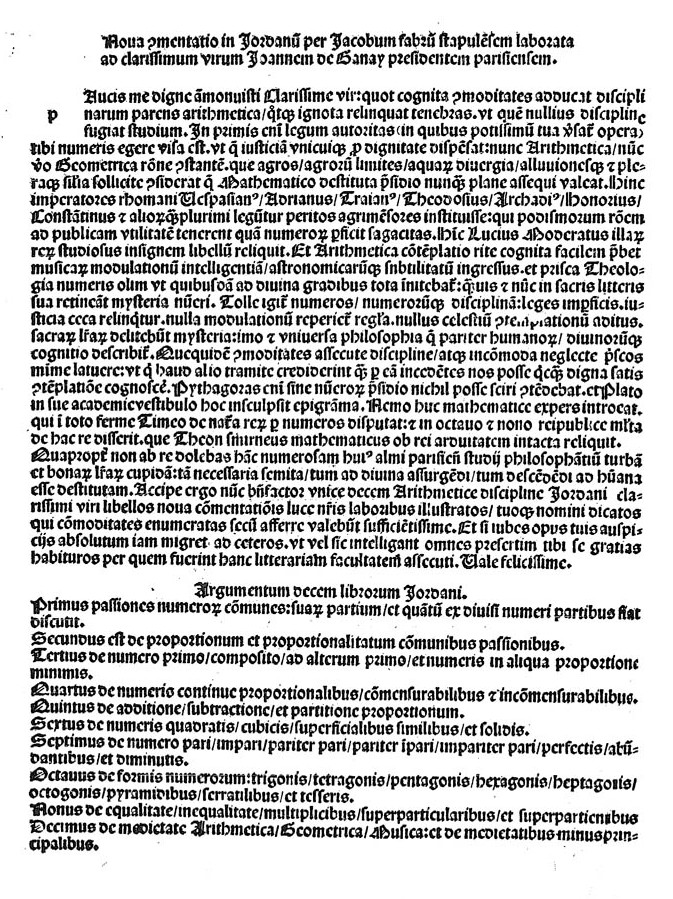
Demonstrationes in Arithmetica

О личности Иордана точных сведений не имеется. Возможно, что это был не кто иной, как Иордан Саксонский, генерал монашеского ордена доминиканцев, одно время живший в Париже и умерший в 1237 году.
Трактат Иордана Неморария «Об элементах арифметического искусства» (лат. De elementis arismetice artis) сделался одним из самых распространенных в Западной Европе учебников и после введения книгопечатания выдержал несколько печатных изданий. Его главным источником и образцом была арифметика Боэция. Замечательной особенностью этого сочинения является постоянное употребление в нём букв для обозначения чисел.
В трактате «Объяснение алгоритма» (лат. Algorismus demonstratus) рассматривается счёт в разных системах: словесное счисление по десятичной системе с разделением чисел на пальцевые от 1 до 9 и на суставные различных порядков (десятки, сотни, тысячи и т. д.); индийский письменный счёт; действия над целыми числами; дроби обыкновенные и шестидесятеричные и действия над ними; наконец, действия с пропорциями.
Трактат «О данных числах» (лат. De numeris datis) содержит 115 задач. Содержание задач I книги может быть представлено в форме предложения: если даны два квадратных уравнения с двумя неизвестными, то даны и сами неизвестные. II книга посвящена определённым задачам первой степени, решаемым или с помощью пропорций, или по правилу простого ложного положения. III книга занимается задачами со многими неизвестными, решаемыми с помощью пропорций и извлечения квадратного корня. В IV книге рассматриваются квадратные уравнения с одним и двумя неизвестными и простейшее кубическое уравнение {\displaystyle x^{3}=a}.
Иордану принадлежит геометрический трактат «О треугольниках» (лат. De triangulis). I книга содержит в себе различные предложения о треугольнике, а в начале некоторые определения. II книга занимается задачами деления отрезков прямой линии и прямолинейных фигур. III книга рассматривает круг, а VI книга — вписанные и описанные многоугольники; среди задач IV книги находятся также задачи квадратуры круга и трисекции угла.
В «Объяснении планисферы» (Demonstratio de plana spera) Иордан доказывает, что стереографическая проекция всякого принадлежащего шару круга на плоскость также является кругом.
В трактате «О тяжестях» (лат. De ponderibus) рассматривается равновесие грузов на рычаге и на наклонной плоскости и вводится некий смутный аналог принципа виртуальных перемещений.
Имеется также ряд трактатов, принадлежность которых Иорданну Неморарию считается сомнительной.